# Pištaline
Pištaline är ett samhälle i Bosnien och Hercegovina.   Det ligger i entiteten Federationen Bosnien och Hercegovina, i den nordvästra delen av landet, 220 km nordväst om huvudstaden Sarajevo. Pištaline ligger 356 meter över havet och antalet invånare är 1 721.
Terrängen runt Pištaline är kuperad åt sydost, men åt nordväst är den platt. Terrängen runt Pištaline sluttar österut. Runt Pištaline är det ganska tätbefolkat, med 93 invånare per kvadratkilometer.. Närmaste större samhälle är Stijena, 4,9 km väster om Pištaline. 
Omgivningarna runt Pištaline är en mosaik av jordbruksmark och naturlig växtlighet.